# Sofia Nădejde
Sofia Nădejde, född 14 september 1856, död 11 juni 1946, var en rumänsk feminist.  
Hon blev 1894 en av grundarna av Liga Femeilor Române, som räknas som Rumäniens första feministiska kvinnoorganisation.